# Jerzy Jóźwiak
Jerzy Józef Jóźwiak (ur. 28 stycznia 1937 w Tarnowskich Górach) – polski polityk, poseł na Sejm PRL VII i VIII kadencji, minister handlu wewnętrznego i usług (1985–1987) i minister rynku wewnętrznego (1987–1988), przewodniczący Stronnictwa Demokratycznego (1989–1990).

## Życiorys
Syn Stanisława i Marii. Urodził się w rodzinie o tradycjach rzemieślniczych, ojciec był członkiem Stronnictwa Demokratycznego. Absolwent III LO im. Stefana Batorego w Chorzowie. Ukończył studia prawnicze na Uniwersytecie Jagiellońskim (1960), następnie zaś na Uniwersytecie Marksizmu-Leninizmu w Katowicach (1970). W latach 1968–1970 odbywał aplikację sędziowską przy Sądzie Wojewódzkim w Katowicach zakończoną egzaminem. Po studiach przez krótki okres pracował jako radca prawny w Rudzkich Zakładach Spożywczych w Rudzie Śląskiej. 
Od 1960 należał do Stronnictwa Demokratycznego, pełniąc obowiązki sekretarza Miejskiego Komitetu w Chorzowie (1961–1970), przewodniczącego MK (1973–1976), sekretarza Wojewódzkiego Komitetu w Katowicach (1976–1978) oraz przewodniczącego WK tamże (1980–1985). Od 1965 do 1975 zasiadał w Miejskiej Radzie Narodowej Chorzowa, sprawując funkcję wiceprzewodniczącego jej prezydium w kadencji 1969–1973. W latach 1973–1976 pełnił obowiązki wiceprezydenta śląskich miast, początkowo Chorzowa (do 1975), a następnie Katowic. Był również wicewojewodą katowickim (1978–1980) oraz wiceprzewodniczącym Wojewódzkiej Rady Narodowej w Katowicach (1975–1983). W latach 1976–1985 wykonywał mandat posła na Sejm PRL VII i VIII kadencji. Od listopada 1985 do października 1987 minister handlu wewnętrznego i usług, a następnie minister rynku wewnętrznego w rządzie Zbigniewa Messnera.
W latach 1985–1986 był sekretarzem Centralnego Komitetu, zaś od kwietnia 1989 do lutego 1990 prezesem CK SD. W wyborach czerwcowych w 1989 nie został wybrany na posła z listy krajowej. Jako przewodniczący SD był sygnatariuszem umowy koalicyjnej z 17 sierpnia 1989 między Niezależnym Samorządnym Związkiem Zawodowym „Solidarność”, Zjednoczonym Stronnictwem Ludowym i SD, która doprowadziła do zmiany układu rządzącego Polską, a w konsekwencji do upadku ustroju socjalistycznego. Po odejściu z funkcji prezesa SD nie brał udziału w życiu politycznym. Zajął się biznesem. W latach dziewięćdziesiątych był wspólnikiem i członkiem Zarządu spółki „Legro” z siedzibą w Zabrzu, zajmującej się obrotem hurtowym produktami alkoholowymi. 28 lutego 2007 wraz z drugim wspólnikiem sprzedali swoje udziały (łącznie 100% kapitału zakładowego) ukraińskiej firmie Nemiroff. Po sprzedaży udziałów został doradcą Zarządu spółki, która zmieniła nazwę na: „Nemiroff Polska”. Od 2019 zaangażowany w działalność Regionalnej Fundacji Pomocy Niewidomym, jako przewodniczący Rady Fundatorów.
Odznaczony Krzyżem Kawalerskim i Komandorskim Orderu Odrodzenia Polski, Srebrnym i Złotym Krzyżem Zasługi, Medalem 30-lecia Polski Ludowej oraz Odznaką 1000-lecia Państwa Polskiego. 